# 中国文学艺术界联合会
中国文学艺术界联合会（英語：China Federation of Literary and Art Circles，缩写为 CFLAC），简称中国文联，是中华人民共和国全国性的文艺家协会。
中国文联是省、自治区、直辖市文学艺术界联合会和全国性的产业文联组成的团体组织，实行团体会员制，大陆全国性的文艺家协会、各省、自治区、直辖市文联均为中国文联团体会员。中国文联现有团体会员56个，其中14个全国性协会、10个产业文联、32个地方文联，中国文联对各团体会员的工作有联络、协调、服务的职责，并承办团体会员需要统筹安排的事宜。是经国务院机构编制管理机关核定、并经国务院批准的免于登记的社会团体，中国文联机关为正部级参照公务员法管理机关（单位）。

## 历史

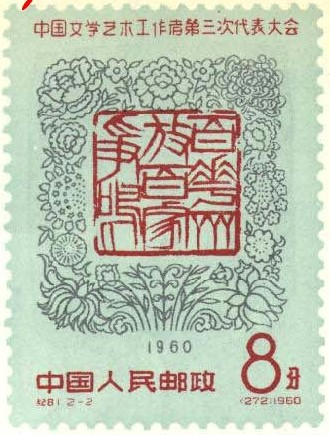
纪念1960年中国文学艺术工作者第三次代表大会的邮票

中国文联成立于1949年7月，是中国人民政治协商会议发起单位之一；中华全国文学艺术工作者代表大会于1949年6月30日至7月28日召开，同年7月19日正式宣告成立，到2021年12月14日全国代表大会为止共经历十一次全国代表大会；首届主席郭沫若，副主席茅盾和周扬。

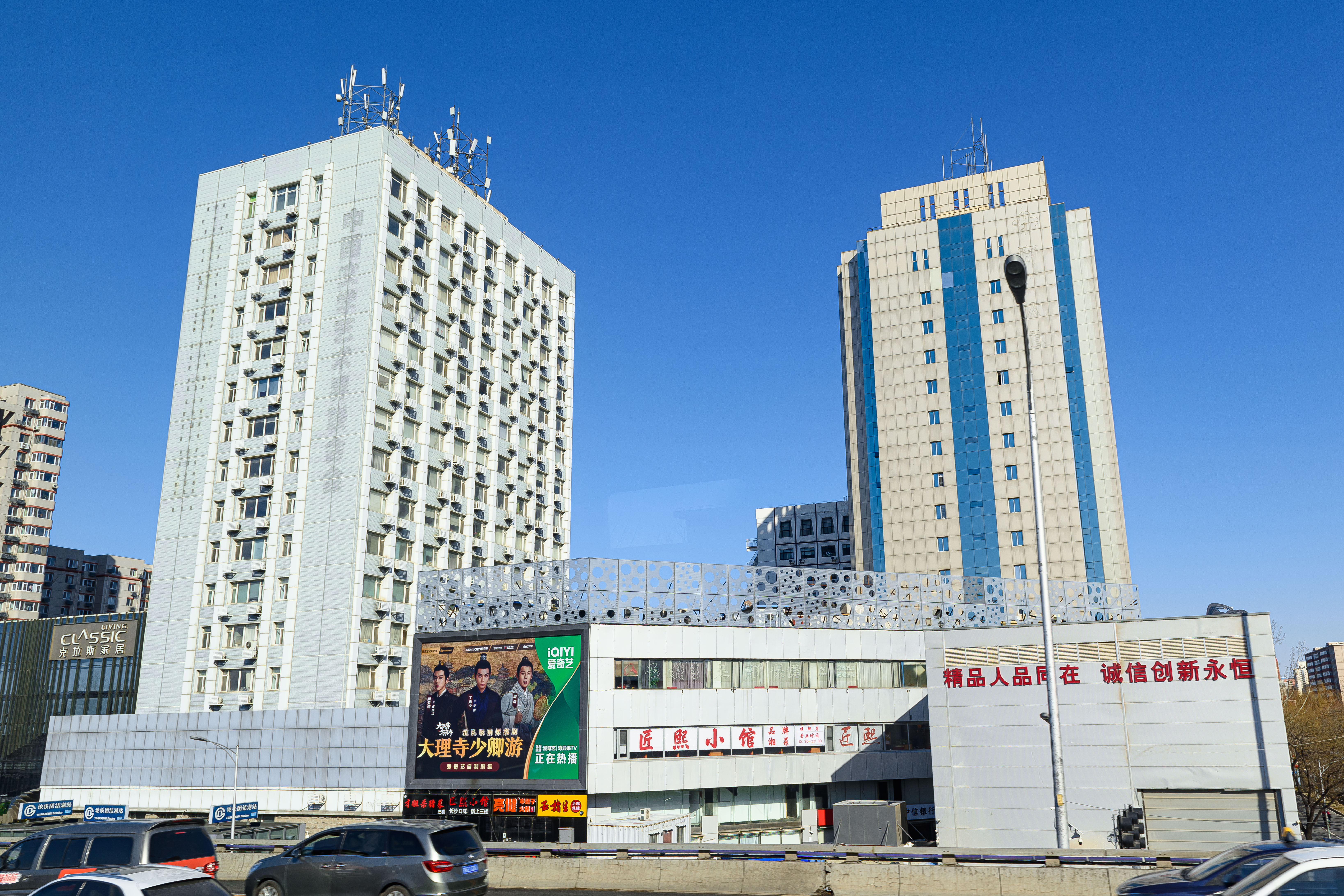
长虹桥旧文联大楼（现为中国作家出版集团大楼）

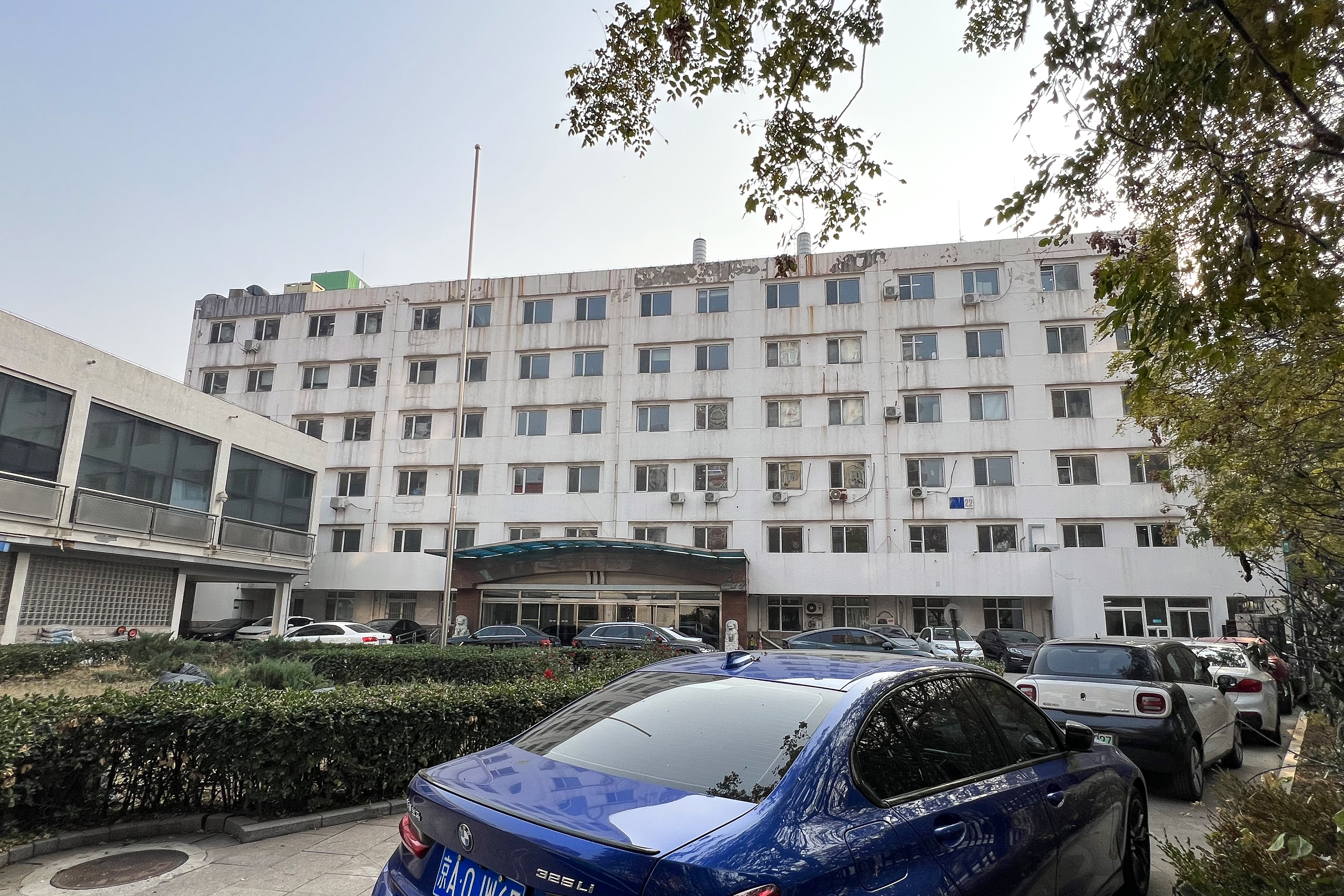
文联旧总部（现中国艺术报社）

中国文联最初的会址为北京东总布胡同22号（原为北宁铁路局局长私宅，现为53号），1956年迁至首都剧场南侧的王府大街64号（现为王府井大街36号商务印书馆所在地），1969年9月30日文联就地解散。1978年1月，恢复文联和各协会的筹备小组在沙滩北街2号《红旗》杂志社（现《求是》杂志社）临时办公，1986年在东三环农展馆南里10号建成中国文联大楼，但此后实际上的文联总部仍在沙滩北街。2000年10月，中国文联总部迁至朝阳区安苑北里22号原属于国务院新闻办公室的6层办公楼，2010年1月25日迁至北沙滩现址。
中国文联的最高权力机构为中国文学艺术界联合会全国代表大会和由它选举产生的全国委员会。全国委员会选举主席一人和副主席若干人组成主席团。主席团下设书记处，主持日常会务工作，并设立必要的工作机构。中国文联的经费来自国家拨款、会员会费和社会捐助。
2020年8月31日，根据国家发展改革委《关于全面推开行业协会商会与行政机关脱钩改革的实施意见》（发改体改〔2019〕1063号），原由文联主管的中国旅游文化资源开发促进会等1家行业协会（商会）与文联分离，依法直接登记、独立运行，剥离行政职能，不再设置业务主管单位。取消对行业协会的直接财政拨款，通过政府购买服务等方式支持其发展。全面实行劳动合同制度，依法依章程自主招聘工作人员。

## 职责
根据《中国文学艺术界联合会章程》，中国文联承担下列任务：
1. 中国文学艺术界联合会对各团体会员、文艺工作者和新的文艺组织、新的文艺群体履行团结引导、联络协调、服务管理、自律维权基本职能，发挥在行业建设中的主导作用。通过组织学习、深入生活、文艺创作、文艺评奖、成果展示、志愿服务、文艺理论和评论、学术讨论、调查研究、人才培养、对外交流和权益保护等项工作，充分发挥对文艺工作者的组织、引导、服务、维权作用。
2. 中国文学艺术界联合会积极加强文艺界与社会各界的联系，与政府有关部门密切合作，繁荣发展我国文化艺术事业。
3. 中国文学艺术界联合会引导文艺工作者树立和践行社会主义核心价值观，弘扬中国精神、凝聚中国力量，遵守中国文艺工作者职业道德公约，培育良好的职业精神、职业道德，努力成为时代风气的先觉者、先行者、先倡者。表彰奖励德艺双馨文艺工作者和优秀文艺作品，发现、培养和扶持文艺人才。
4. 中国文学艺术界联合会积极反映团体会员和文艺工作者的意见、建议和要求，依法维护他们的合法权益。
5. 中国文学艺术界联合会依法开展文艺领域的行业教育、行业自律、行业服务和行业管理。
6. 中国文学艺术界联合会积极开展民间国际文化交流活动，扩大友好往来，推动中华文化走向世界，维护国家利益和文化安全，努力对人类文明的进步作出贡献。
7. 中国文学艺术界联合会根据国家法律和有关政策，支持发展文化产业。

## 机构设置
根据有关规定，中国文联设置下列机构：

### 内设机构
- 办公厅（计划财务部）
- 国内联络部
- 国际联络部
- 理论研究室，主任，徐姗娜
- 权益保护部
- 人事部
- 机关党委
- 离退休干部局

### 直属事业单位
- 中国文联机关服务中心
- 中国文联文艺资源中心
- 中国文联文艺志愿服务中心
- 中国文联文艺研修院
- 中国艺术报社
- 中国文学艺术基金会
- 中国文联演艺中心

### 直属企业单位
- 中国电影出版社有限公司
- 中国文联出版社有限公司
- 中国摄影出版传媒有限公司
- 中国书法出版传媒有限责任公司
- 书法出版社有限公司

### 会员团体
全国性协会
- 中国作家协会（正部级）[註 2]
- 中国戏剧家协会
- 中国电影家协会
- 中国音乐家协会
- 中国美术家协会
- 中国曲艺家协会
- 中国舞蹈家协会
- 中国民间文艺家协会
- 中国摄影家协会
- 中国书法家协会
- 中国杂技家协会
- 中国电视艺术家协会
- 中国文艺评论家协会
- 中国文艺志愿者协会

产业文联
- 中国石油文化艺术工作者联合会
- 中国铁路文学艺术工作者
- 中国煤矿文化艺术联合会
- 中国电力文学艺术协会
- 中国水利文学艺术协会
- 中国石油化工集团公司文学艺术界联合会
- 全国公安文学艺术联合会
- 中国检察官文学艺术联合会
- 中国人民银行文联
- 中国金融文联

地方文联
- 北京市文学艺术界联合会
- 天津市文学艺术界联合会
- 河北省文学艺术界联合会
- 内蒙古自治区文学艺术界联合会
- 山西省文学艺术界联合会
- 辽宁省文学艺术界联合会
- 吉林省文学艺术界联合会
- 黑龙江省文学艺术界联合会
- 上海市文学艺术界联合会
- 江苏省文学艺术界联合会
- 浙江省文学艺术界联合会
- 安徽省文学艺术界联合会
- 福建省文学艺术界联合会
- 江西省文学艺术界联合会
- 山东省文学艺术界联合会
- 河南省文学艺术界联合会
- 湖北省文学艺术界联合会
- 湖南省文学艺术界联合会
- 广东省文学艺术界联合会
- 广西壮族自治区文学艺术界联合会
- 海南省文学艺术界联合会
- 重庆市文学艺术界联合会
- 四川省文学艺术界联合会
- 贵州省文学艺术界联合会
- 云南省文学艺术界联合会
- 西藏自治区文学艺术界联合会
- 陕西省文学艺术界联合会
- 甘肃省文学艺术界联合会
- 青海省文学艺术界联合会
- 宁夏回族自治区文学艺术界联合会
- 新疆维吾尔自治区文学艺术界联合会
- 新疆生产建设兵团文学艺术界联合会

### 其他地方组织
- 中国文学艺术界联合会香港会员总会（香港文联）[10]（独立组织，有关联但无从属关系）

## 历届领导
| 大會名稱                                 | 舉辦日期                 | 主席                        | 副主席 | 書記處書記 |
| ---------------------------------------- | ------------------------ | --------------------------- | --- | --- |
| 中华全国文学艺术工作者代表大会           | 1949年6月30日至7月28日   | 郭沫若                      | 茅盾、周扬 | |
| 中国文学艺术工作者第二次代表大会         | 1953年9月23日至10月6日   | 郭沫若                      | 茅盾、周扬 | |
| 中国文学艺术工作者第三次代表大会         | 1960年7月22日至8月13日   | 郭沫若（1978年6月12日逝世） | 茅盾、周扬、巴金、老舍、许广平、田汉、欧阳予倩、梅兰芳、夏衍、蔡楚生、何香凝、马思聪、傅钟、赛福鼎·艾则孜、阳翰笙，1962年增补刘芝明 | |
| 中国文学艺术工作者第四次代表大会         | 1979年10月30日至11月16日 | 名誉主席茅盾、主席周扬      | 巴金、夏衍、傅钟、阳翰笙、谢冰心、贺绿汀、吴作人、林默涵、俞振飞、陶钝、康巴尔罕 | |
| 中国文学艺术界联合会第五次全国代表大会   | 1988年11月8日至12日      | 曹禺（1996年12月13日逝世）  | 执行副主席尹瘦石、李瑛、张君秋、吴祖强、马烽、谢晋、夏菊花、冯骥才、才旦卓玛 | |
| 中国文学艺术界联合会第六次全国代表大会   | 1996年12月16日至20日     | 周巍峙                      | 常务副主席高占祥；副主席才旦卓玛（女，藏族）、尹瘦石、白淑湘（女）、冯元蔚（彝族）、冯骥才、吕厚民、刘晓江、李准、李瑛、李默然（回族）、杨伟光、吴贻弓、吴祖强、沈鹏、张锲、张君秋、罗扬、夏菊花（女）、高运甲、谢晋、靳尚谊，1999年增补田爱习、李世济，2000年增补赵志宏、陈晓光 | 高占祥、高運甲、趙志宏、李准、陈晓光、董良翚（女）、胡珍 |
| 中国文学艺术界联合会第七次全国代表大会   | 2001年12月18日至22日     | 周巍峙                      | 常务副主席李树文；副主席丁荫楠、才旦卓玛（女，藏族）、王兆海、丹增（藏族）、白淑湘（女）、冯骥才、仲呈祥、刘兰芳（女，满族）、刘炳森、李牧、李世济、杨伟光、吴贻弓、吴雁泽、陈晓光、胡珍、夏菊花（女）、覃志刚（壮族）、靳尚谊、裴艳玲（女），2006年3月18日召开的中国文联七届六次全委会上，增补胡振民、冯远 | 李树文、覃志剛、甘英烈、胡珍、李牧、仲呈祥、廖奔，2005年12月9日召开的中国文联七届六次主席团会议上，增补胡振民、冯远，免去李树文、甘英烈                                                   |
| 中国文学艺术界联合会第八次全国代表大会   | 2006年11月10日至14日     | 主席孙家正、名誉主席周巍峙  | 丁荫楠、才旦卓玛、丹增、白淑湘、冯远、冯骥才、刘大为、刘兰芳、李牧、李维康、杨志今、吴贻弓、吴雁泽、张西南、陈晓光、趙化勇、胡振民、段成桂、夏菊花、覃志刚、裴艳玲，在2010年1月16日召开的中国文联八届五次全委会上，增补黎国如，免去张西南；在2010年5月5日召开的中国文联第八届主席团第六次会议上，免去杨志今；在2010年5月6日召开的中国文联八届六次全委会上，增補廖奔；在2011年6月21日召开的中国文联八届八次全委会上，增補赵实                                               | 胡振民、覃志刚、李牧、冯远、杨志今、廖奔、白庚胜，在2010年5月5日召开的中国文联第八届主席团第六次会议上，增補夏潮、免去杨志今；在2011年6月21日召开的中国文联八届八次主席团会议上，增補赵实 |
| 中国文学艺术界联合会第九次全国代表大会   | 2011年11月22日至25日     | 主席孙家正，名誉主席周巍峙  | 丹增、冯远、冯骥才、边发吉、刘大为、刘兰芳、李屹、李雪健、李维康、杨承志、陈晓光、迪丽娜尔·阿布都拉、赵实、赵化勇、段成桂、徐沛东、奚美娟、彭丽媛、覃志刚、裴艳玲、黎国如；2012年7月5日中国文联第九届全国委员会第三次会议上增选左中一；2013年6月30日中国文联第九届主席团第五次会议增选夏潮、周涛；2014年1月11日中国文联九届六次全委会上增选李前光 | 赵实、覃志刚、李屹、冯远、杨承志、夏潮、李前光 |
| 中国文学艺术界联合会第十次全国代表大会   | 2016年11月30日至12月2日  | 铁凝                        | 左中一、叶小钢、冯巩、冯远、边发吉、许江、李屹、李前光（蒙古族）、李祯盛、李雪健、张平、陈振濂、迪丽娜尔·阿布拉（女，维吾尔族）、孟广禄、赵实（女）、胡占凡、奚美娟（女）、郭运德、彭丽媛（女）、董伟、潘鲁生、濮存昕；2019年1月15日中国文联第十届主席团第五次会议上增选陈建文；2020年1月6日中国文联第十届主席团第七次会议上免去李祯盛；2021年1月15日中国文联第十届主席团第八次会议上增选胡孝汉、免去陈建文；2021年7月28日至29日中国文联十届七次全委会上增选徐永军、董耀鹏 | 赵实（女）、李屹、左中一、李前光（蒙古族）、郭运德、陈建文 |
| 中国文学艺术界联合会第十一次全国代表大会 | 2021年12月14日至12月17日 | 铁凝                        | 毛乃国、卢映川、叶小钢、冯巩、边发吉、朱彤、刘恒、许江、李屹、李舸、李雪健、陈振濂、迪丽娜尔·阿布拉（女，维吾尔族）、孟广禄、俞峰、徐永军、奚美娟（女）、诸迪、彭丽媛（女）、董耀鹏、潘鲁生、张政（2025年3月18日中国文联第十一届委员会第六次全体会议上补选为中国文联书记处书记、副主席） | 李屹、徐永军、董耀鹏、俞峰、诸迪、张雁彬、张宏、黄豆豆（挂职）、张政 |

## 刊物
中国文联及各协会办有《中国艺术报》等30余种全国性的文艺刊物和报纸，拥有中国文联出版社等7家图书和音像出版社、1家影视中心；各地文联也出版地方性的文艺刊物。

| - 《中国艺术报》 - 《中国戏剧》 - 《剧本》 - 《中国戏剧年鉴》 - 《美术》 - 《曲艺》 - 《舞蹈》 - 《中国摄影》 - 《大众摄影》 | - 《中国摄影报》 - 《民间文学》 - 《民间文化》 - 《缤纷》 - 《当代电视》 - 《电影艺术》 - 《大众电影》 - 《环球银幕》 - 《电影世界》 | - 《中国电影年鉴》 - 《人民音乐》 - 《歌曲》 - 《词刊》 - 《音乐创作》 - 《中国书法》 - 《杂技与魔术》 |

## 评奖
中国文联现有常设全国性文艺评奖12项，分别是“中国戏剧奖”“中国电影金鸡奖”“大众电影百花奖”“中国音乐金钟奖”“中国美术奖”“中国曲艺牡丹奖”“中国舞蹈荷花奖”“中国民间文艺山花奖”“中国摄影金像奖”“中国书法兰亭奖”“中国杂技金菊奖”“中国电视金鹰奖”，其中除“中国美术奖”为五年一届，“中国书法兰亭奖”“中国杂技金菊奖”为三年一届，“中国电影金鸡奖”为一年一届，其它奖项均为两年一届，由各相关会员团体负责本艺术门类奖项的具体承办。“中国文联终身成就奖”则在该类别的当届颁奖典礼上分开颁发。

## 外部連結
- 中国文联官方网站（页面存档备份，存于）